# Endemann
Endemann (tysk: Ende "ende-mand; Den beboer af ende") er et tyskt efternavn, der henviser til blandt andre:

## Listen
- Christian Endemann(de) (1885, Fattigau(de), Obfr. – 1950, Amberg), en tysk politiker
- Friedrich Endemann(de) (1857, Fulda – 1936, Heidelberg), en tysk jurist
- Fuimaono Karl Pulotu-Endemann(en) (f. ?, Samoa), en samoansk-newzealandsk akademiske, læge, og fa'afafine
- Gernot Endemann(de) (f. 1942, Essen), en tysk skuespiller og stemmeskuespiller
 ∞ Jocelyne Endemann née Boisseau(de) (f. 1953, Paris)
  - Till Endemann(de) (f. 1976, Hamburg), en tysk filminstruktør
  - Alicia Endemann(en) (f. 1988, Hamburg), en tysk skuespillerinde, skønhedsdronning og model
  - Marine Endemann (f. ?, [?])
  - Jannik Endemann (f.  1983)
- Hermann Ernst Endemann(de) (1796, Hersfeld(de) – 1846, Marburg/Lahn), en tysk jurist
- Ingo Endemann(de) (f. 1969, Neuß am Rh. (Skabelon:Lang-ksh)), en tysk iværksætter
- Karl ((Carl) Heinrich Julius) Endemann (1836, Triebel(de) (tysk: Triebel/Niederlausitz, Skabelon:Lang-hsb, polsk: Trzebiel(pl)), NL – 1919, Kiel), en tysk sprogforsker[1]
 ∞ Wilhelmine Auguste Franziska von Schimmelmann (1838, Berlin – 1911, Kiel)
- Stephan Endemann(de), pseudonym: «Steve Modana» (f. 1980, Bochum), en tysk musikproducer, sangskriver, remixer og DJ
- Wilhelm Endemann (1809–1891) (1809, Bochum – 1891, Bonn), en tysk kul købmand, minedrift iværksætter[2]
- Konrad Endemann ∞ Charlotte Wilhelmine Grau(de)
  - Wilhelm Endemann(en) (1825, Marburg/Lahn – 1899, Cassel), en tysk jurist og politiker
  - Friedrich Carl Endemann(de) (1833, Marburg/Lahn, Cassel – 1909), en tysk læge, og medlem af den tyske Rigsdag

### Lignende efternavne
- Endel(de) (Endelmann, Endelman Arkiveret 29. november 2014 hos  Wayback Machine), Endl(de), Endler(de) (< Andreas)
- Enders(de), Endress(de) (-ß), Ender(de), http://www.verwandt.de/karten/absolut/endert.html Arkiveret 4. marts 2016 hos  Wayback Machine, Endermann Arkiveret 4. marts 2016 hos  Wayback Machine, Enderl(de), Enderle(de), Enderlein(de) (< Andreas)

## Fordeling
- Endemann Arkiveret 29. november 2014 hos  Wayback Machine
- (-) Endmann Arkiveret 29. november 2014 hos  Wayback Machine, Endtmann Arkiveret 29. november 2014 hos  Wayback Machine
- http://www.verwandt.de/karten/absolut/end.html Arkiveret 29. november 2014 hos  Wayback Machine, http://www.verwandt.de/karten/absolut/endt.html Arkiveret 29. november 2014 hos  Wayback Machine
- http://www.verwandt.de/karten/absolut/ende.html Arkiveret 4. marts 2016 hos  Wayback Machine, http://www.verwandt.de/karten/absolut/enden.html Arkiveret 29. november 2014 hos  Wayback Machine, Endner Arkiveret 29. november 2014 hos  Wayback Machine (http://www.verwandt.de/karten/absolut/endtner.html Arkiveret 4. marts 2016 hos  Wayback Machine), Endes Arkiveret 19. oktober 2008 hos  Wayback Machine

## Fodnoter
1. ↑  Biografi på deutsche-biographie.de (tysk)
, id.loc.gov Arkiveret 29. november 2014 hos  Wayback Machine, Family Endemann history Arkiveret 29. november 2014 hos  Wayback Machine, Berlin Missionaries to South Africa Arkiveret 29. november 2014 hos  Wayback Machine
2. ↑  (commons) Arkiveret 20. december 2014 hos  Wayback Machine, pdf Arkiveret 29. november 2014 hos  Wayback Machine